# Fiat 642
Der Fiat 642 ist ein mittelschwerer Lkw des italienischen Herstellers Fiat V.I. ab 1952. Es gab ihn mit verschiedenen Aufbauten.

## Entwicklungsgeschichte

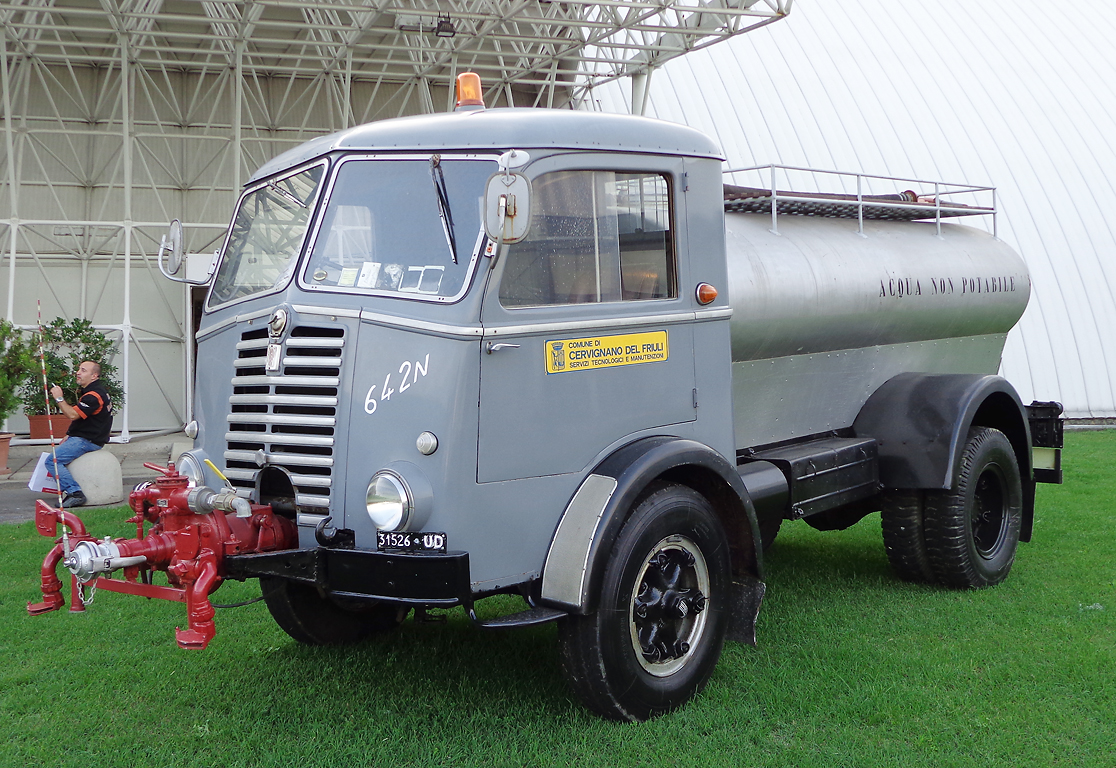
Früher Serien-Fiat 642

Dieser Lkw wurde mitten im italienischen Wirtschaftsboom, in den frühen 1950er Jahren, eingeführt und war einer der ersten eines neuen Designs, das den Fiat 640 ersetzte, der eine Weiterentwicklung des Fiat 626 war. Ursprünglich war der neue Lkw als Weiterentwicklung des Fiat 640 geplant, wurde später jedoch als „642N“ weiter modernisiert und dann mit dem neuen Fiat „Baffo“-Fahrerhaus mit seiner charakteristischen abgerundeten Form und dem Kühlergrill mit der waagerechten Chromspange ausgestattet. Die Spange wurde oft als Schnurrbart (baffo) bezeichnet.
Der Fiat 642N hat die gleiche robuste Fahrgestellstruktur, profitiert jedoch vom neuen 6,6-Liter-Fiat 364A-Dieselmotor. Bei 2000/min leistete er 68 bis 74 kW. Die Eigenschaften Robustheit, Zuverlässigkeit und geringer Kraftstoffverbrauch machten den Typ 642 über ein Jahrzehnt lang zu einem sehr beliebten Lkw: Er blieb zwölf Jahre lang in Produktion. Nach Vergrößerung des Hubraums auf 7298 cm³ hatte der Motor ab 1960 eine Leistung von 88 kW (120 PS).
Der Fiat 642N war als Pritschen- und Sattelzugversion für Sattelauflieger erhältlich. Es gab acht verschiedene Serien, bis er 1963 durch den Fiat 643 ersetzt wurde. Der Typ N wurde mit Naphtha betrieben.

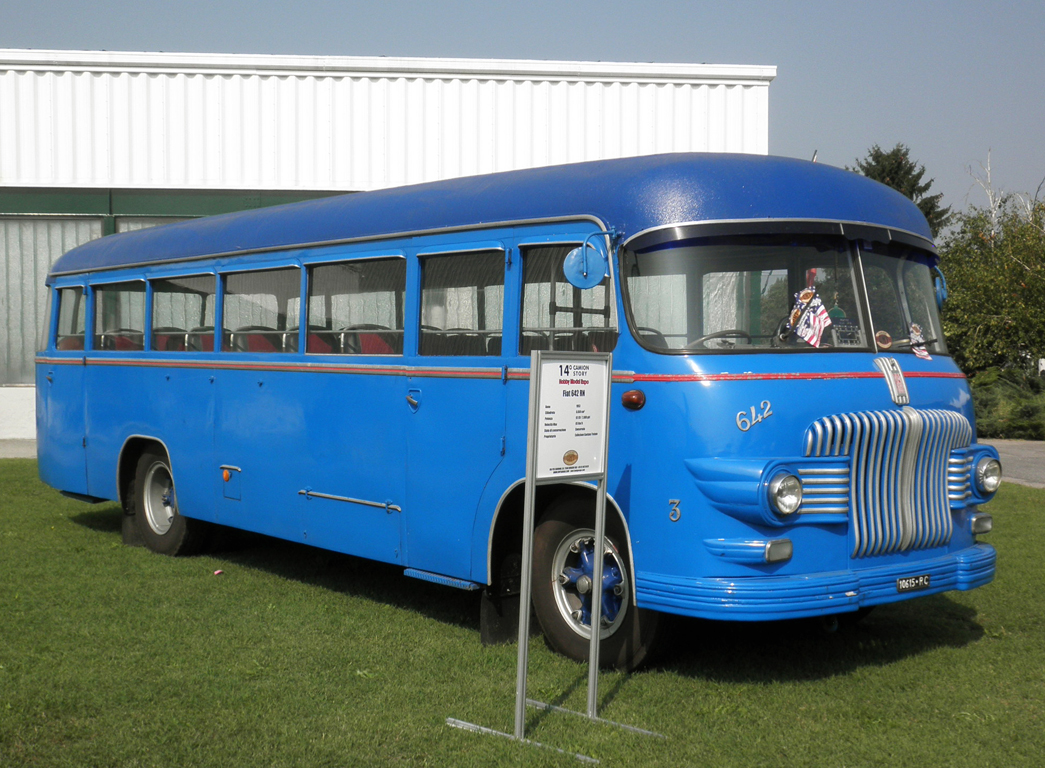
Fiat 642 RN-Bus

Der Fiat 642 RN ist das Busmodell, das vom gleichnamigen Lkw abgeleitet und mit einem tiefergelegten Fahrgestell ausgestattet ist, daher der Buchstabe „R“ in der Typbezeichnung. Er wurde 1958 durch den Fiat 309 ersetzt, einen weiteren Bus, der wie der 306 von Grund auf neu konstruiert wurde und nicht als spezielle Konstruktion der Mechanik eines Lastkraftwagens konzipiert war. Der 642 RN war als Line- und Grand-Tourer-Version erhältlich. Die Karosserie wurde insbesondere von mehreren Karosseriebauern wie beispielsweise Barbi aus Mirandola gefertigt, es gab auch eine besondere Panoramaversion.